# Gerhard Dobesch
Gerhard Dobesch (* 15. September 1939 in Wien; † 18. Dezember 2021 ebenda) war ein österreichischer Althistoriker.

## Leben
Schon als Gymnasiast wollte Dobesch eine hauptamtliche wissenschaftliche Laufbahn einschlagen. Von 1957 bis 1962 studierte er Alte Geschichte, Klassische Philologie und Klassische Archäologie an der Universität Wien. Ergänzende Lehrveranstaltungen besuchte er in Ägyptologie, Altorientalistik und Numismatik. Am 17. Dezember 1962 wurde er zum Dr. phil. promoviert; am 19. Juni 1963 legte er die Lehramtsprüfung in Latein und Griechisch für das Lehramt an Höheren Schulen ab.
Während seines Studiums war er als Nachhilfelehrer und Praktikant auf Grabungen (Magdalensberg) tätig. Drei Monate lang war er unbezahlter Probelehrer für Latein und Altgriechisch an einem Wiener Gymnasium, er gab diese Tätigkeit jedoch vorzeitig auf, als ihm eine Assistentenstelle angeboten wurde. 
Die Stelle als Universitätsassistent am damaligen Institut für Alte Geschichte und Klassische Archäologie der Universität Wien trat er am 1. Dezember 1963 an, zu seinem Aufgabenbereich gehörte unter anderem die Betreuung der Institutsbibliothek. Daneben hatte er auch einen Lehrauftrag für die Pflichtvorlesung über Geschichte für Lehramtsstudenten der Akademie der bildenden Künste Wien. Sein Habilitationsverfahren fand im Sommersemester 1967 statt. Die These seiner Arbeit war, dass der Gedanke einer argeadischen Oberherrschaft über Hellas zuerst von Isokrates gefasst worden sei. Am 15. Juli 1967 wurde Dobesch die Lehrbefugnis als Universitätsdozent für Alte Geschichte erteilt. 
Von 1973 bis 1976 war Dobesch ordentlicher Professor für Alte Geschichte und Altertumskunde an der Universität Graz. Im Sommersemester 1974 hielt er dort eine Vorlesung über die Geschichte Österreichs in der Antike und stellte fest, dass eine Sammlung und methodische Analyse aller antiken Nachrichten für die keltischen Gebiete noch ausständig war. Zu diesem Forschungsfeld initiierte er daher später ein größeres Projekt und vergab in den Folgejahren auch mehrere Dissertationsthemen zu den Kelten.
Zum 31. Januar 1976 wurde Dobesch als Nachfolger von Artur Betz als ordentlicher Universitätsprofessor für Römische Geschichte, Altertumskunde und Epigraphik an die Universität Wien berufen, im Sommersemester 1976 vertrat er parallel seine bisherige Grazer Lehrkanzel. Zum 30. September 2007 wurde er emeritiert.
Seit 1972 war Dobesch korrespondierendes Mitglied des Österreichischen Archäologischen Instituts. 1980 wurde er korrespondierendes Mitglied der philosophisch-historischen Klasse der Österreichischen Akademie der Wissenschaften, im gleichen Jahr stellvertretender Leiter der Keltenkommission bis zu deren Zusammenlegung mit der Prähistorischen Kommission 1997. 1984 wurde er wirkliches Mitglied der philosophisch-historischen Klasse der Österreichischen Akademie der Wissenschaften. 1998 wurde er wirkliches Mitglied des Österreichischen Archäologischen Instituts und Socio Straniero dell’Istituto Nazionale di Studi Etruschi e Italici.
1988 wurde Dobesch zum Obmann der Kleinasiatischen Kommission und Stellvertretenden Obmann der Mykenischen Kommission der ÖAW gewählt, 1997 zum Stellvertretenden Obmann der Prähistorischen Kommission der ÖAW. 2002 wurde er Stellvertretender Obmann der Numismatischen Kommission. Diese Obmannfunktionen hatte er bis zur Auflösung der Kommissionen 2012 inne. 
Seit 2005 war er ferner Mitglied des Vereins „Tyche“ zur Förderung der Alten Geschichte in Österreich.

## Forschungsschwerpunkte
- Gesamtgebiet der Alten Geschichte, Kultur- und Geistesgeschichte unter Betonung universalhistorischer Fragestellungen.
- Der Übergang von der Republik zur Kaiserzeit, besonders Caesar, Cicero und Augustus. Seine Thesen zu Caesar werden weitgehend anerkannt und seit Jahrzehnten rezipiert.
- Keltisches und germanisches „Barbaricum“, vor allem die Strukturen der Politik und Geschichte
- Probleme der Spätantike: Hier hat er einen wesentlichen Beitrag zur Erforschung des Themenkomplexes geleistet. Er gelangt zum Schluss, dass mit dem Begriff „Barbaren“ nicht Unkultivierte, sondern Fremdkultivierte bezeichnet seien. Deswegen sei es nötig, unseren Barbarenbegriff zu ändern. Bei den Völkern des Nordens und Ostens sind Besonderheiten erkennbar, jedoch fehlen uns die nötigen Kenntnisse über Poesie und Mythologie. Das Barbaricum bildet wie die von Städten dominierten Räume des Mittelmeers und des Nahen Ostens eine eigene Oikumene und trotz vielfacher Kontakte lebten diese getrennten Kulturkreise, die für sich keine einheitlichen Größen bildeten, weitgehend nebeneinander.
- Druiden
- Früher auch: Griechische Geschichte des 4. Jahrhunderts v. Chr.

## Methoden/Zugangsweisen
Dobesch wandte nicht nur die üblichen Methoden der Alten Geschichte sowie anderer Altertumswissenschaften an, sondern auch Methoden der Soziologie und Ideengeschichte je nach Thema. Zentraler Ausgangspunkt war jedoch immer das genauest geprüfte und ausgewertete Quellenmaterial, das auch das Ergebnis bestimmt. Ansätze wie den Feminismus etc. lehnte er daher ab. Parteilichkeit sei nicht ganz auszuschalten, jedoch durch laufendes kritisches Hinterfragen seiner eigenen Forschungsergebnisse zu minimieren. Trends in der Forschung sollten ebenfalls kritisch hinterfragt werden. „Mitleben“ bei Vorträgen und ähnlichen Anlässen sei essentiell für eine erfolgreiche Vermittlung des jeweiligen Stoffes, jedoch sei immer streng darauf zu achten, dass man sich nicht „in seine eigenen Theorien verliebt“. Er beschäftigte sich auch mit modernen Themen wie dem Integrationsvorgang im Römischen Reich und gestattete auch moderne Themen bei studentischen Abschlussarbeiten wie Frauenforschung.
Die Verbindung von Qualität und wissenschaftlichem Niveau auf der einen und Spannung, Unterhaltung und Verständlichkeit auf der anderen Seite in Forschung und Lehre war ihm ein zentrales Anliegen.

## Veröffentlichungen (Auswahl)
- Die Sprichwörter der griechischen Sagengeschichte. Dissertation, Wien 1962.
- Die Apotheose Caesars und sein Ringen um den Königstitel. Wien 1966.
- Der panhellenische Gedanke im IV. Jahrhundert v. Chr. und der ‚Philippos’ des Isokrates. Habilitationsschrift, Wien 1967.
- Die Kelten in Österreich nach den ältesten Berichten der Antike. Wien 1980, ISBN 3-205-07136-0.
- Vom äußeren Proletariat zum Kulturträger (= Geographica Historica. 6), Amsterdam 1994.
- Das europäische „Barbaricum“ und die Zone der Mediterrankultur (= Tyche Supplementband. 2), Wien 1995.
- Ausgewählte Schriften. Band 1: Griechen und Römer, Band 2: Kelten und Germanen. Hrsg. von Herbert Heftner und Kurt Tomaschitz, 2 Bände, Köln 2001 (durchgesehene Neuausgabe kleiner Schriften).

Herausgeber und Mitherausgeber:
- Tituli Asiae Minoris (TAM) und Ergänzungsbände (ETAM)
- Veröffentlichungen der Kleinasiatischen Kommission (VKK)
- Mitherausgeber: Tyche. Beiträge zur Alten Geschichte, Papyrologie und Epigraphik. — Supplementbände der Tyche
- Hamaxia
- Mitarbeit an mehreren Schulbüchern für höhere Schulen (Themen Alte Geschichte und Latein)